# Crocidurinae
Los crocidurinos (Crocidurinae)  son una subfamilia de mamíferos soricomorfos de la familia Soricidae.

## Géneros
- Crocidura, Wagler, 1832.
- Diplomesodon, Brandt, 1852.
- Feroculus, Kelaart, 1852.
- Palawanosorex, Hutterer et al., 2018.
- Paracrocidura, Heim de Balsac, 1956.
- Ruwenzorisorex, Hutterer, 1986.
- Scutisorex, Thomas, 1913.
- Solisorex, Thomas, 1924.
- Suncus, Ehrenberg, 1832.
- Sylvisorex, Thomas, 1904.